# Carlos Pachamé
Carlos Oscar Pachamé (Fortín Olavarría, 25 februari 1944) is een Argentijns voormalig voetbalspeler- en trainer, die speelde als middenvelder.
Pachamé won met Estudiantes de La Plata drie opeenvolgende edities van de CONMEBOL Libertadores, van 1968 tot 1970, en de wereldbeker in 1968. Hij vormde samen met Carlos Bilardo en Eduardo Flores het middenveld van de Argentijnse ploeg. In 1970 speelde hij mee in de wedstrijden om de wereldbeker tegen Feyenoord. Zijn bescheiden rol in de Nederlandse voetbalhistorie bestaat hieruit dat hij, nadat Joop van Daele in Rotterdam het winnende doelpunt voor Feyenoord had gemaakt, diens bril vertrapte op de grond.
Pachamé kwam ook uit voor het Argentijns voetbalelftal en Boca Juniors. Later in zijn carrière kwam hij uit voor Quilmes, Lanús, Independiente Medellín en het Amerikaanse Rochester Lancers. Hierna stapte Pachamé het trainersvak in. Hij was assistent-trainer van Carlos Bilardo bij het Argentijns voetbalelftal tijdens het gewonnen WK 1986, evenals op het WK 1990. In 2003 keerde hij terug bij Estudiantes als trainer.

## Erelijst
Estudiantes de La Plata
- Primera División: Metropolitano 1967
- CONMEBOL Libertadores: 1968, 1969, 1970
- Wereldbeker voor clubteams: 1968
- Copa Interamericana: 1969